# Clara City
Pour les articles homonymes, voir Clara.
Clara City est une ville dans le comté de Chippewa dans l'État du Minnesota aux États-Unis.

## Géographie
Selon le bureau du recensement des États-Unis la ville s'étend sur 4,51 km2.

## Démographie
D'après les chiffres obtenus lors du recensement de 2020, la ville est peuplée de 1 423 personnes. La densité de population est de 301,8 habitants par kilomètre carré. La population de la ville est composée à 96,9 % de blancs, à 0,5 % d'Afro-Américains, à 0,1 % d'amérindiens et à 2,5 % de personnes d'autres origines.
| 1900 | 1910 | 1920 | 1930 | 1940 | 1950  | 1960  | 1970  | 1980  |
| ---- | ---- | ---- | ---- | ---- | ----- | ----- | ----- | ----- |
| 465  | 587  | 750  | 730  | 845  | 1 106 | 1 358 | 1 491 | 1 574 |

| 1990  | 2000  | 2010  | - | - | - | - | - | - |
| ----- | ----- | ----- | - | - | - | - | - | - |
| 1 307 | 1 393 | 1 360 | - | - | - | - | - | - |